# أخبرهم أنني
أخبرهم أنني أنا Tell Them, I Am " هو بودكاست حواري من إعداد وتقديم ميشا أوسيف، يهدف للتعريف عن المسلمين بشكل جذاب من خلال استضافة مجموعة من الشخصيات الناجحة من أصوات المسلمين، سواء كانوا نشطاء أو فنانين أو ممثلين أو رياضيين، ربما لم يكن يعلم الجمهور أنهم مسلمون 

## الخلفية
يقدم البودكاست قصصًا لمسلمين من الممثلين، والفنانين، والرياضيين، والنشطاء. تم إطلاق الموسم الأول من البودكاست في أول يوم من رمضان عام 2019، والموسم الثاني في رمضان 2021. خلال شهر رمضان، كان يتم إنتاج حلقات يومية.
ميشا يوسيف هي مبتكرة البودكاست، ومقدمة الحلقات، والمنتجة التنفيذية، ومؤسسة Dustlight Productions. تبدأ كل حلقة بقصة قصيرة عن نفسها. و وهي أميركية من أصل باكستاني
شملت مقابلات البودكاست ضيوفًا موسيقيين مثل Mvstermind، يونا، وزاكر حسين. كما استضاف البرنامج شخصيات مثل علياء شوكت، رامي يوسف، وتان فرانس.